# 피샤차
피샤차(산스크리트어: पिशाच)는 힌두 신화의 식육하는 악마이다. 그들의 근본은 모호하지만 어떤 이들은 브라흐마에 의해 창조되었다고 믿는다. 다른 전설은 그들은 크로다 또는 닥샤의 딸 피샤차의 아들이라고 기술한다. 그들은 붉은 눈과 부푼 정맥의 어두운 복합제로 기록되어있다. 그들은 그들의 언어를 지녔는데 파이샤치라 불린다.
불교 경전에서는 "필사차"(畢舎遮), "비사차"(毘舎遮) 등으로 표기돼 지국천왕의 종자이다.